# Toàn tính luyến ái

Cờ của cộng đồng người Pansexual

Cờ của cộng đồng người Omnisexual

Toàn tính luyến ái (tiếng Anh: Pansexuality và Omnisexuality) là chỉ sự hấp dẫn tình dục và/hoặc tình cảm với bất kể giới và giới tính nào.
Những người toàn tính (pansexual) có thể xem bản thân họ như là người mù giới, khẳng định rằng giới và giới tính không phải là yếu tố quyết định sự hấp dẫn tình cảm và tình dục của họ đối với những người khác.
Toàn tính là một xu hướng tính dục độc lập hoặc là một nhánh của song tính. Người toàn tính có được sự hấp dẫn với mọi người, cả nam, nữ lẫn những người phi nhị nguyên giới. Tính dục toàn giới hoàn toàn phủ nhận hệ nhị phân giới. Đây cũng thường được xem là một xu hướng tính dục bao quát hơn tính dục song giới. Mức độ bao quát của thuật ngữ "song tính" khi so với thuật ngữ "toàn tính" vẫn còn gây tranh cãi trong cộng đồng LGBT nói chung và cộng đồng người song tính nói riêng.

## Lịch sử thuật ngữ
Pansexuality  đôi khi còn được gọi là omnisexuality. Omnisexuality có thể được sử dụng để mô tả những người vẫn nhận biết giới hoặc giới tính của đối phương, chỉ là giới không ảnh hưởng gì đến sự thu hút tính dục của họ, và pansexuality có thể được sử dụng để mô tả những người mù giới (gender blind), họ không nhận ra hay không để ý và không quan tâm đến giới và giới tính của đối phương.
Các từ lai "pansexual" và "pansexualism" lần đầu được chứng thực vào năm 1917, biểu thị quan điểm rằng "bản năng tình dục đóng vai trò quan trọng nhất trong tất cả hoạt động của con người, về cả tinh thần lẫn thể chất", một lời phê bình (theo Sigmund Freud) đối với tâm lý học sơ khai.

## So sánh toàn tính luyến ái với song tính luyến ái và các xu hướng tính dục khác
Xét theo tên gọi thì "bisexual" (song tính luyến ái), có tiền tố "bi-" (song-), là xu hướng bị hấp dẫn bởi 2 giới tính và 2 giới (thông thường là nam và nữ). Tuy nhiên, "pansexual" (toàn tính luyến ái), có tiền tố "pan-" (toàn-), là xu hướng tính dục chỉ người có sự hấp dẫn với bất kì giới nào. Qua những định nghĩa này, những giới mà người toàn tính bị hấp dẫn còn bao gồm người liên giới tính, và những người có giới nằm ngoài hệ nhị phân giới như nhóm người phi nhị nguyên giới/đa dạng giới.
Một chuyên gia tại Đại học Columbia đã khẳng định rằng người toàn tính còn có thể bị thu hút bởi người hợp giới, người chuyển giới, người liên giới tính, người phi nhị nguyên và cho rằng toàn tính luyến ái là một từ mang tính toàn diện hơn song tính luyến ái. Chương thứ 2 trong quyển sách Sex and society của tổ chức Marshall Cavendish lại cho rằng dù thuật ngữ này chỉ sự thu hút với tất cả mọi thứ, những người toàn tính luyến ái không có nghĩa là người có hành vi lệch lạc tình dục, như là ái thú, ái nhi, ái tử thi,... và cho rằng thuật ngữ này chỉ mô tả hành vi tình dục đã có được sự đồng thuận giữa hai người trưởng thành với nhau.
Định nghĩa về toàn tính luyến ái có thể đóng góp vào niềm tin rằng đây là xu hướng tính dục duy nhất bao hàm được cả những người không nằm trong hệ nhị phân giới nam-nữ. Tuy nhiên, những người song tính luyến ái và các học giả bãi bỏ định nghĩa cho rằng người song tính chỉ bị thu hút bởi 2 giới thôi, và cho rằng người song tính không chỉ đơn thuần bị hấp dẫn bởi 2 giới mà còn bao gồm cả sự hấp dẫn với các giới khác nữa, bao hàm sự hấp dẫn nhiều hơn chỉ là 2 giới. Khái niệm về giới (gender) được cho rằng còn phức tạp hơn giới tính (sex) của một người, khi mà giới còn bao gồm cả yếu tố gene, hoóc-môn, yếu tố môi trường và các nhân tố xã hội. Hơn nữa, thuật ngữ song tính luyến ái đôi lúc được dùng để chỉ sự hấp dẫn với nhiều giới. Ví dụ như trung tâm Bisexual Resource Center định nghĩa song tính luyến ái là một thuật ngữ bao hàm chỉ những người công nhận sự hấp dẫn về mặt tình dục và cảm xúc của họ dành cho nhiều hơn một giới, trong khi tổ chức American Institute of Bisexuality thì lại cho rằng song tính luyến ái là một thuật ngữ bao hàm những người có sự hấp dẫn với cả người đồng giới và khác giới và rằng sự phân loại về mặt khoa học của xu hướng song tính chỉ xét về mặt thể chất và giới tính sinh học chứ không bao gồm sự thể hiện giới. Theo như tổ chức National Center for Transgender Equality cho rằng có 25% người chuyển giới Mỹ là người song tính.
Học giả Shiri Eisner cho rằng những thuật ngữ như toàn tính luyến ái, đa tính luyến ái, queer,... được sử dụng để thay thế cho thuật ngữ song tính luyến ái bởi vì song tính luyến ái đã được cho rằng đây là xu hướng tính dục thuộc về hệ nhị phân, nên bởi vậy phạm vi hấp dẫn của xu hướng này vô cùng bị hạn chế và sự tranh cãi lớn nhất vẫn đang diễn ra và được phát triển bởi người chuyển giới và người đa dạng giới song tính ở một phe, và người chuyển giới và người đa dạng giới không song tính ở phe đối lập. Eisner cũng cho rằng thuyết nhị nguyên gần như không có ảnh hưởng gì tới những đặc tính của song tính luyến ái, hay hành vi của những người song tính luyến ái ở ngoài đời thực và rằng đây chỉ là một cách thức để khiến cho phong trào của xu hướng song tính luyến ái và chuyển giới được chia tách một cách riêng biệt, bởi có những người tin rằng xu hướng song tính xóa bỏ đi sự hiện hữu của người chuyển giới và người đa dạng giới.
Tổ chức American Institute of Bisexuality thì tranh luận rằng những thuật ngữ như toàn tính luyến ái, đa tính luyến ái và ambisexual có thể được dùng để miêu tả một người có được sự hấp dẫn của cả hai xu hướng tính dục đồng tính luyến ái và dị tính luyến ái, và như vậy những người mang nhãn đó cũng có thể được coi là một người song tính luyến ái và rằng bằng việc thay thế tiền tố "bi-" (song-) (tức hai, cả hai), với "pan", "omni-" (toàn-) (tức toàn bộ, tất cả), "poly-" (đa-) (nhiều), "ambi-" (tức cả hai, hay trong trường hợp này là chỉ sự mơ hồ, không rõ ràng), những người tự dán cho mình những nhãn này rõ ràng để bày tỏ rằng giới và giới tính không phải là một nhân tố quan trọng trong sự hấp dẫn của mình đối với người khác, tuy nhiên, điều này không có nghĩa là những người có nhãn của mình là song tính vẫn quan trọng yếu tố giới tính. Tổ chức này cũng tin rằng "nếu một người nhận dạng bản thân là một người song tính, thì đó sẽ là một sự ủng hộ cho cái hệ nhị phân giới giả kia" chính là một quan niệm có nguồn gốc từ sự phản khoa học, phản lại triết học Khai sáng được hiện hữu trong biết bao các nghiên cứu về người Queer ở các trường Đại học tại các quốc gia nói tiếng Anh và rằng đúng là ngôn ngữ và các thuật ngữ của xã hội ngày nay khó có thể bao hàm và phản ánh hết được quang phổ giới của con người. Tuy rằng gần như đó không phải là lỗi tại một người khi họ tự nhận thức bản thân là người song tính, tiền tố "bi-" (song-) lại biểu trưng cho hai, hoặc cả hai, dẫu vậy, 'cả hai' ở đây có thể cho rằng 'song tính luyến ái' là sự kết hợp của 'đồng tính luyến ái' (tức sự hấp dẫn với người cùng giới) và 'dị tính luyến ái' (tức sự hấp dẫn với người khác giới). Tổ chức này cũng tranh luận rằng xu hướng dị tính luyến ái và đồng tính luyến ái được định bởi giới hạn của 2 giới với nhau. Và như vậy, bất kì một lời chỉ trích nào cho rằng xu hướng song tính luyến ái ủng hộ hệ nhị phân giới là hoàn toàn sai lệch. Theo thời gian thì quan niệm về giới của xã hội cũng sẽ tiếp tục thay đổi.
Thuật ngữ toàn tính đôi lúc cũng được sử dụng thay thế cho song tính, và tương tự như vậy, những người nhận dạng là song tính có thể "cảm thấy rằng giới, giới tính sinh học, và xu hướng tính dục không nên trở thành vấn đề trọng tâm trong các mối quan hệ [tình cảm/tình dục] tiềm năng. Trong một nghiên cứu phân tích các bản dạng tính dục được mô tả như các thuật ngữ dùng thay thế cho song tính và các nhãn dán bi-self, "phân nửa những người phản hồi là người song tính và nhận dạng là song tính cũng chọn các nhãn dán thay thế như là queer, toàn tính, pansensual, polyfidelitous, ambisexual, đa tính, hay các bản dạng nội hóa như là byke hay biphilic". Trong một nghiên cứu năm 2017, bản dạng toàn tính được cho là "có sức hút lớn nhất với những phụ nữ không dị tính và những người không hợp giới". Đa tính có định nghĩa khá giống với định nghĩa của toàn tính, tức "bao gồm hơn một tính dục", nhưng lại không nhất thiết phải bao gồm tất cả các tính dục. Từ này khác với "đa ái" – có nghĩa là nhiều hơn một mối quan hệ thân mật cùng một lúc với điều kiện mọi người liên quan phải biết và chấp thuận. Viện Song tính Hoa Kỳ khẳng định rằng, "Từ linh hoạt diễn tả sự thật rằng tính cân bằng giữa hấp dẫn đồng tính và dị tính ở một người tồn tại ở một thể linh hoạt và thay đổi theo thời gian".

## Đa tính luyến ái

Cờ của cộng đồng người Đa tính luyến ái

Đa tính luyến ái (tiếng Anh: Polysexuality) chỉ sự hấp dẫn tình dục và/hoặc tình cảm đối với nhiều giới và giới tính, tuy không phải tất cả.:281-287
Tính dục đa giới được chú ý bởi sự chối bỏ hệ nhị phân giới - hệ thống phân chia giới thành hai thái cực đối lập nam và nữ và được gắn liền với tính dục song giới (mặc dù định nghĩa của tính dục song giới đã được phát triển trong vài năm gần đây thành một thuật ngữ chung mang ý nghĩa rộng hơn). Theo vậy, đa tính trở thành một trong nhiều sự đa dạng của tính dục, hoàn toàn công nhận giới là một quang phổ, đồng thời đại diện cho sự hấp dẫn không bao hàm đầy đủ và cụ thể toàn bộ quang phổ giới.
Linda Garnets và Douglas Kimmel cho rằng đa tính là một nhãn được dùng bởi những người công nhận thuật ngữ song tính củng cố sự phân cực của giới - là nền tảng của sự phân biệt giữa tính dục đồng giới và tính dục dị giới, ngụ ý rằng tính dục song giới là sự kết hợp giữa hai sự phân cực của giới và tính dục này. Tuy nhiên, nhiều người song tính và một số học giả phản đối khái niệm cho rằng người song tính chỉ có được sự hấp dẫn với hai giới, và tranh luận rằng sự hấp dẫn tính dục của song tính luyến ái không chỉ với phụ nữ và đàn ông mà còn cả tới những giới khác nữa.

### Lịch sử
Với tiền tố "poly-", tức là nhiều, thuật ngữ polysexual xuất hiện lần đầu vào cuối những năm 1920. Trước khi được công nhận là một xu hướng tính dục, thuật ngữ này được dùng trong ngữ cảnh của 'đa ái' - chỉ người tham gia (hoặc cởi mở với) những mối quan hệ tình cảm và/hoặc tình dục bao gồm sự tham gia của ba hay nhiều người, trong đó đã có sự đồng thuận của tất cả mọi người trong cuộc. Khi mà thuật ngữ này được phát triển và được công nhận rộng rãi trong vài thập kỉ trước, định nghĩa cũ của polysexual đã không còn đúng nữa và giờ polysexual được tách hoàn toàn khỏi những cá nhân tham gia vào các mối quan hệ đa ái.

## Sự hiện hữu của người toàn tính trong các tác phẩm phim ảnh
Trong bộ anime/manga nổi tiếng của Nhật, Cardcaptor Sakura, nhóm tác giả CLAMP đã xác nhận nhân vật chính của truyện, Kinomoto Sakura là một người toàn tính khi họ cho rằng cô bé không coi giới tính là một rào cản trong sự hấp dẫn đối với người khác của mình. Ngoài ra, trong tập đặc biệt mang tên Ami's First Love của Thủy Thủ Mặt Trăng đã cho thấy nhân vật Mizuno Ami (Thủy Thủ Sao Thủy) thể hiện sự hấp dẫn của mình đối với một người mà cô không hề biết tới giới của người đó, ta có thể ngầm hiểu rằng đây là một nhân vật toàn tính.
Trong bộ phim truyền hình Mỹ Scream Queens, nhân vật Chanel #3 (a.k.a Sadie Swenson) đã ở trong nhiều mối quan hệ với nam và nữ. Cô cho rằng mình không quan tâm tới giới tính của bạn tình và về cơ bản, mình "yêu tình yêu".
Hơn nữa, sự tồn tại của các nhân vật toàn tính cũng được hiện hữu trong các tác phẩm khác như Starfire trong Teen Titans, Ola Nyman trong Sex Education, Brook Soso trong Orange Is The New Black, Oberyn Martell trong Game Of Thrones, David Rose trong Schitt's Creek, hay nhân vật Deadpool,...